# Rondas campesinas
Ronda campesina fue el nombre que la población dio al tipo de organización comunal de defensa surgido de manera autónoma en las zonas rurales del Perú a mediados de la década de 1970. La primera surgió el 29 de diciembre de 1976 en la comunidad campesina de Cuyumalca, en el distrito y provincia de Chota en la región Cajamarca.
Siendo sus principales funciones patrullar los senderos, caminos, pastizales y campos; la meta principal de estas agrupaciones es y sigue siendo, poner fin al robo ocasionado por el abigeato y el robo menudo. Tienen por características principales el ser organizaciones autónomas, diseñadas para la protección de derechos en tiempos de paz, e impera principios democráticos en su funcionamiento.
Surgieron como una respuesta a la carencia de protección estatal de los derechos de las personas de la zona rural. Su actividad está regulada por la Ley n.º 27908 y su reglamento, que les reconoce el derecho a participar de la vida política del país, capacidad conciliatoria, y apoyo a la administración de justicia en general. Posteriormente, durante los años 80 este tipo de organizaciones se extendieron en todo el territorio peruano, principalmente para participar en la lucha antiterrorista.
Existe confusión con los Comités de Autodefensa, cuyos miembros también se hacen llamar «ronderos». Estos fueron impulsados por las fuerzas armadas durante la época del terrorismo en el Perú. Tenían como objetivo contrarrestar la influencia de las organizaciones terroristas Sendero Luminoso y MRTA, actuando, por tanto como organización paramilitar. Su vida orgánica está regulada por el Decreto Ley 741, dado por Alberto Fujimori.
La primera ronda campesina apareció el 29 de diciembre de 1976 en el centro poblado de Cuyumalca en Chota, siendo integrada por José Santos Saldaña Gálvez, Israel Idrogo Marín, Arturo Díaz Campos, Aladino Burga Huanambal, Artidoro Huanambal Guevara, José Vásquez Gálvez, Lino Mejía Ruiz, Gilberto Benavides Mejía, José Severino Oblitas Colunche y Régulo Oblitas Herrera.
Actualmente la mayoría están integrados a la Central Única Nacional de Rondas Campesinas del Perú, que cuenta con cerca de mil grupos unidos.